# Perizoma minuta
Perizoma minuta är en fjärilsart som beskrevs av Butler 1889. Perizoma minuta ingår i släktet Perizoma och familjen mätare. Inga underarter finns listade i Catalogue of Life.